# 森田邦久
森田 邦久（もりた くにひさ、1971年- ）は、日本の哲学者、大阪大学教授。

## 人物・来歴
兵庫県姫路市生まれ。大阪大学卒、2003年同大学院基礎工学研究科博士後期課程修了, 理学博士。2007年同大学院文学研究科博士後期課程修了、「科学とは何か 本質を探求する学としての科学」で文学博士。2021年大阪大学人間科学研究科教授。専門は科学哲学・分析哲学。

## 著書
- 『科学とはなにか 科学的説明の分析から探る科学の本質』晃洋書房, 2008.3
- 『理系人に役立つ科学哲学』化学同人, 2010.6
- 『量子力学の哲学 非実在性・非局所性・粒子と波の二重性』講談社現代新書 2011.9
- 『科学哲学講義』ちくま新書 2012.6
- 『アインシュタインvs.量子力学 ミクロ世界の実在をめぐる熾烈な知的バトル』化学同人, 2015.1
- 『時間という謎』 (現代哲学への招待) 春秋社, 2019.12

### 共編著
- 『量子という謎 量子力学の哲学入門』白井仁人,東克明,渡部鉄兵共著. 勁草書房, 2012.12
- 『〈現在〉という謎 時間の空間化批判』編著. 勁草書房, 2019.9

## 論文
- <森田邦久